# فورت باين
فورت باين (بالإنجليزية: Fort Payne)‏ هي مدينة أمريكية تقع في ولاية ألاباما.تبلغ مساحة هذه المدينة 144.9 (كم²)،ويبلغ عدد سكانها 14012 نسمة حسب إحصاء سنة 2010 م.تشير الإحصاءات بأن الكثافة السكانية في هذه المدينة تقدر بـ(89.3) نسمة/كم2.

## التركيبة السكانية
حدّد مكتب تعداد الولايات المتحدة بيانات التركيبة السكانية لفورت باين في تعداد الولايات المتحدة. في ما يلي، التركيبة السكانية حسب تعدادي 2000 و2010.

### تعداد عام 2000
بلغ عدد سكان فورت باين 12,938 نسمة بحسب تعداد عام 2000، وبلغ عدد الأسر 5,046 أسرة وعدد العائلات 3,508 عائلة مقيمة في المدينة. في حين سجلت الكثافة السكانية 88.4 نسمة لكل كيلومتر مربع (229.0/ميل2). وبلغ عدد الوحدات السكنية 5,585 وحدة بمتوسط كثافة قدره 38.1 لكل كيلومتر مربع (98.7/ميل2).
وتوزع التركيب العرقي للمدينة بنسبة 83.22% من البيض و4.53% من الأمريكيين الأفارقة و0.80% من الأمريكيين الأصليين و0.55% من الأمريكيين ذوي الأصول الآسيوية و0.16% من سكان جزر المحيط الهادئ و8.41% من الأعراق الأخرى و2.33% من عرقين مختلطين أو أكثر و12.17% من الهسبانيون أو اللاتينيون من أي عرق.
بلغ عدد الأسر 5,046 أسرة كانت نسبة 34.7% منها لديها أطفال تحت سن الثامنة عشر تعيش معهم، وبلغت نسبة الأزواج القاطنين مع بعضهم البعض 53.9% من أصل المجموع الكلي للأسر، ونسبة 11.6% من الأسر كان لديها معيلات من الإناث دون وجود شريك، بينما كانت نسبة 4% من الأسر لديها معيلون من الذكور دون وجود شريكة وكانت نسبة 30.5% من غير العائلات. تألفت نسبة 26.9% من أصل جميع الأسر من عدة أفراد يعيشون في نفس المنزل ونسبة 12.1% كانت تتألف من شخص يعيش بمفرده يبلغ من العمر 65 عاماً أو أكثر. وبلغ متوسط حجم الأسرة المعيشية 2.49، أما متوسط حجم العائلات فبلغ 2.97.
بلغ العمر الوسطي للسكان 36.3 عاماً. وكانت نسبة 23.4% من القاطنين تحت سن الثامنة عشر، وكانت نسبة 10.1% بين الثامنة عشر والرابعة والعشرين عاماً، ونسبة 28.9% كانت واقعةً في الفئة العمرية ما بين الخامسة والعشرين والرابعة والأربعين عاماً، ونسبة 21.4% كانت ما بين الخامسة والأربعين والرابعة والستين، ونسبة 13.3% كانت ضمن فئة الخامسة والستين عاماً فما فوق. يوجد لكل 100 أنثى 94.1 ذكر، ويوجد لكل 100 أنثى في الثامنة عشر من عمرها فما فوق 90.5 ذكر.
بلغ متوسط دخل الأسرة في المدينة 33,560 دولارًا، أما متوسط دخل العائلة فبلغ 40,200 دولارًا. وكان متوسط دخل الذكور 29,731 دولارًا مقابل 20,135 دولارًا للإناث. وسجل دخل الفرد الخاص بالمدينة 19,690 دولارًا. وكانت نسبة 8.3% من العائلات ونسبة 12.3% من السكان تحت خط الفقر، وكان من هؤلاء نسبة 15.4% تحت سن الثامنة عشر ونسبة 17.6% في الخامسة والستين من العمر وما فوق.

### تعداد عام 2010
بلغ عدد سكان فورت باين 14,012 نسمة بحسب تعداد عام 2010، وبلغ عدد الأسر 5,296 أسرة وعدد العائلات 3,634 عائلة مقيمة في المدينة. في حين سجلت الكثافة السكانية 95.7 نسمة لكل كيلومتر مربع (247.9/ميل2). وبلغ عدد الوحدات السكنية 6,009 وحدة بمتوسط كثافة قدره 41 لكل كيلومتر مربع (106.2/ميل2).
وتوزع التركيب العرقي للمدينة بنسبة 77.55% من البيض و4.21% من الأمريكيين الأفارقة و0.88% من الأمريكيين الأصليين و0.82% من الأمريكيين ذوي الأصول الآسيوية و0.18% من سكان جزر المحيط الهادئ و13.87% من الأعراق الأخرى و2.48% من عرقين مختلطين أو أكثر و20.91% من الهسبانيون أو اللاتينيون من أي عرق.
بلغ عدد الأسر 5,296 أسرة كانت نسبة 35.9% منها لديها أطفال تحت سن الثامنة عشر تعيش معهم، وبلغت نسبة الأزواج القاطنين مع بعضهم البعض 50.6% من أصل المجموع الكلي للأسر، ونسبة 13.1% من الأسر كان لديها معيلات من الإناث دون وجود شريك، بينما كانت نسبة 4.9% من الأسر لديها معيلون من الذكور دون وجود شريكة وكانت نسبة 31.4% من غير العائلات. تألفت نسبة 28.1% من أصل جميع الأسر من عدة أفراد يعيشون في نفس المنزل ونسبة 13% كانت تتألف من شخص يعيش بمفرده يبلغ من العمر 65 عاماً أو أكثر. وبلغ متوسط حجم الأسرة المعيشية 2.59، أما متوسط حجم العائلات فبلغ 3.15.
بلغ العمر الوسطي للسكان 35.9 عاماً. وكانت نسبة 26.5% من القاطنين تحت سن الثامنة عشر، وكانت نسبة 8.3% بين الثامنة عشر والرابعة والعشرين عاماً، ونسبة 27.1% كانت واقعةً في الفئة العمرية ما بين الخامسة والعشرين والرابعة والأربعين عاماً، ونسبة 23.9% كانت ما بين الخامسة والأربعين والرابعة والستين، ونسبة 14.1% كانت ضمن فئة الخامسة والستين عاماً فما فوق. وتوزع التركيب الجنسي للسكان بنسبة 48.7% ذكور و51.3% إناث.

## أعلام
- بيلي كينارد
- رون سباركس
- جيف كوك
- تيم فلوك
- لاري نيلسون
- راندي أوين